# Indigofera senegalensis
Indigofera senegalensis är en ärtväxtart som beskrevs av Jean-Baptiste de Lamarck. Indigofera senegalensis ingår i släktet indigosläktet, och familjen ärtväxter. Inga underarter finns listade i Catalogue of Life.